# Jüdischer Friedhof (Penkun)

Jüdischer Friedhof Penkun 1880 – Mitte unten über Mühle und Lehmgrube

Der Jüdische Friedhof Penkun ist ein jüdischer Friedhof in Penkun im Landkreis Vorpommern-Greifswald in Mecklenburg-Vorpommern.

## Beschreibung
Der Friedhof lag südlich der Stadt am Wartiner Weg. Es war ein kleiner rechteckiger Platz von ca. 300 bis 400 m².
Jüdische Friedhöfe wurden in den amtlichen Karten als Begräbnisplatz bezeichnet und mit einem L statt einem † signiert. Hier zeigt das Messtischblatt von 1880 nur eine undeutliche Signatur und keine Beschriftung. Meistens wurden die Plätze weit außerhalb der Städte oder Gemeinden angelegt, überwiegend an den Scheunenvierteln oder ähnlichen abgelegenen Orten. In Penkun war der Friedhof in dem Straßenabzweig am Ende des örtlichen Scheunenviertels.

## Geschichte
Über die Geschichte des jüdischen Friedhofes in Penkun ist nur wenig bekannt. Er soll um 1940 verwüstet worden sein. 1952 war er ungepflegt, fast zugewachsen und mit einer Hecke umgeben. Damals waren noch Grabsteine aus schwarzem Granit vorhanden. In der Folgezeit wurde das Friedhofsgrundstück eingeebnet und mit dem Sportplatz überbaut. Die Grabsteine verschwanden.